# Guerra climática

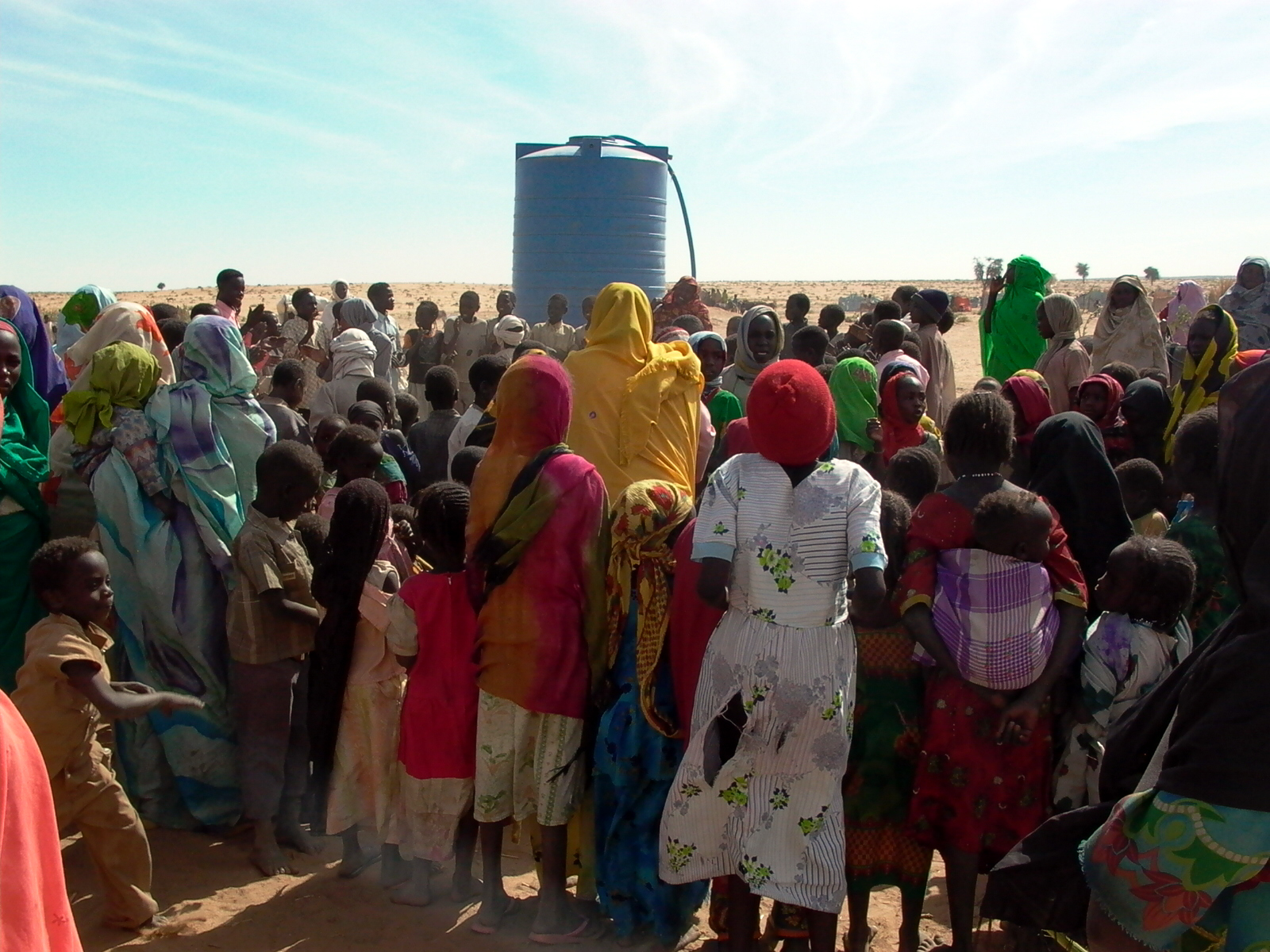
Genocidio de Darfur. Desplazados internos en el campo de Ardamata (El Geneina, Darfur Occidental).

La guerra climática es el conflicto bélico cuyo origen puede atribuirse a fenómenos climáticos como el cambio climático, el calentamiento global y a los efectos de éstos, los cuales alterarán de manera radical las condiciones de vida -disminuyendo el acceso a recursos básicos como agua y alimentos-, desencadenando la violencia, la cual lleva al desplazamiento de refugiados y en numerosas ocasiones genocidios, limpiezas étnicas, terrorismo, reformulaciones territoriales en espacios con órganos estatales frágiles o que fracasaron en su conformación, provoca la instalación de un conflicto sistemático. En definitiva, la guerra climática suele tener como consecuencia una catástrofe social o colapso societal.
El término guerra climática también se usa para referirse a la modificación del clima (Cambio climático) mediante el uso explícito de armas como parte de una guerra con el objeto de desestabilizar los sistemas agrícolas y ecológicos en una zona o en todo el globo terráqueo.

## Catástrofes sociales
Las guerras climáticas se incluyen dentro de lo que autores como Harald Welzer denomina catástrofes sociales -en línea con algunas de las ideas expresadas por Jared Diamond en su libro Colapso.
El psicólogo social Harald Welzer en su libro Guerras climáticas. Por qué mataremos (y nos matarán) en el siglo XXI (en el original alemán  Klimakriege. Wofür im 21. Jahrhundert getötet wird) describe el comportamiento social ante catástrofes sociales como el Holocausto, la guerra de Vietnam y las guerras de Yugoslavia en las que para el autor no hubo la menor conciencia del problema global que se estaba desarrollando ni siquiera en sus peores momentos. Las sociedades -tanto las que se desarrollaron los hechos como las exteriores- fueron incapaces de advertir el desastre que se estaba produciendo.
De la misma manera, señala el autor, ante las consecuencias del calentamiento global y el cambio climático, las sociedades se están mostrando incapaces de entender lo que está ocurriendo y se ven por tanto abocadas a sufrir catástrofes sociales que traerán una disminución de los recursos, un desplazamiento de poblaciones y mayor violencia.
Ante una catástrofe social los más afectados son los pobres, con escasos recursos, lo que incrementa la violencia potencial. Para Harald Welzer además,

Las catástrofes sociales destruyen las certezas sociales. Lo que antes confirmaba la base lógica de la vida cotidiana, pierde repentinamente su confiabilidad; las recetas que hasta ahora marcaban el comportamiento demuestran ser inadecuada, y las reglas, inválidas. El resultado es una profunda crisis de confianza en la propia cultura, en la capacidad de controlar los riesgos, pero también en la convicción depositada especialmente en las acciones planificadas y, por lo tanto, previsibles. Si no hay instituciones estables capaces de regular los conflictos... los factores mencionados pueden desembocar en la violencia. En un tiempo increíblemente breve, las catástrofes tecnológicas, naturales y sociales (accidentes nucleares y químicos, terremotos y tsunamis, revoluciones y genocidios) pueden lograr que la inestabilidad sea la regla y la estabilidad, la excepción.

## Guerras climáticas
Aunque el Genocidio de Ruanda tiene raíces climáticas -escasez de recursos y tierra, sobrepoblación, etc., para Welzer el Genocidio de Darfur es la primera guerra climática contemporánea.

### Historia de las guerras climáticas
Muchos de los conflictos y guerras a lo largo de la historia han tenido una causa climática -sequías, desertización, inundaciones, sobreexplotación de recursos-. El cambio climático puede ser de origen antropogénico (influencia del hombre sobre el clima) o no, pero su consecuencia más drástica siempre ha sido una catástrofe social (véanse los casos de la Isla de Pascua, los Anasazi e incluso la importante influencia de los cambios climáticos en la decadencia de la Cultura maya).
Cuando el cambio climático tiene orígenes antropogénicos las sociedades pueden, si alteran sus comportamientos, reducir sus efectos e incluso revertirlos, sin embargo en numerosos casos, la lentitud del deterioro producido por el hombre a lo largo de sucesivas generaciones hace que las sociedades no sean conscientes del colapso ecológico y por tanto de su propio colapso. Así puede apreciarse en los colapsos ecológicos de la Isla de Pascua, los Anasazi y el genocidio de Darfur pero también puede verse la falta de conciencia social en las catástrofes sociales del Holocausto, las guerras yugoslavas y el genocidio de Ruanda. Es muy posible que seamos incapaces de ver y corregir otras nuevas catástrofes que ya están en desarrollo.

### Genocidio de Ruanda
Para Welzer, citando a Jared Diamond, el Genocidio de Ruanda no fue el resultado de una guerra climática pero tampoco se debió a hechos meramente políticos y sociológicos. El problema de la excesiva densidad de población fue un factor decisivo en el estallido del genocidio.

### Genocidio de Darfur: la primera guerra climática
En el Genocidio de Darfur o conflicto de Darfur es, según Harald Welzer, donde puede reconecerse la primera guerra climática.

## El Niño y las guerras civiles
Lo que comúnmente conocemos como el fenómeno del Niño o la Niña, en climatología se estudia como el ENOS Positivo o negativo. Es decir que es un fenómenos en el cual se alteran las corrientes marinas del Pacífico, ocasionando un cambio en la dinámica tanto climática como biológica. El efecto de este cambio en las corrientes modifica el comportamiento de la vida marina, trayendo abundancia o escasez en la pesca, más allá de los fenómenos meteorológicos más conocidos.
Algunos académicos, asocian a este cambio en la dinámica global a los conflictos entre las distintas sociedades.

## Organizaciones relacionadas con el cambio climático

### Consejo asesor científico sobre cambio climático - WBGU - Alemania
El Consejo asesor científico alemán sobre cambios globales del medio ambiente, Consejo asesor científico del Gobierno Federal sobre cambios globales del medio ambiente o Consejo consultivo alemán sobre el cambio global (en alemán WBGU, Wissenschaftlicher Beirat der Bundesregierung Globale Umweltveränderungen - en inglés German Advisory Council on Global Change) tiene su sede en Alemania.

### Grupo Intergubernamental de Expertos sobre el Cambio Climático
El IPCC - (Intergovernmental Panel on Climate Change) se estableció en el año 1988 por la Organización Meteorológica Mundial (WMO, World Meteorological Organization) y el Programa Ambiental de las Naciones Unidas (UNEP, United Nations Environment Programme).

## Activistas actuales contra el Cambio Climático
En la actualidad múltiples personalidades tanto del mundo del espectáculo como de distintas esferas sociales, llevan adelante campañas en contra del cambio climático. haciendo referencia a la necesidad de que la sociedad en su conjunto tome conciencia sobre la importancia de un cambio de hábitos, los cuales puedan generar un planeta más saludable.
Entre dichas personalidades destacaron las actividades desarrolladas en 2019 por la activista sueca Greta Thunberg, quien resonó entre los nombres postulados para el Premio Nobel de la Paz.[cita requerida]